# Calodexia agilis
Calodexia agilis är en tvåvingeart som beskrevs av Charles Howard Curran 1934. Calodexia agilis ingår i släktet Calodexia och familjen parasitflugor.
Artens utbredningsområde är Panama. Inga underarter finns listade.